# Braulio E. Dujali

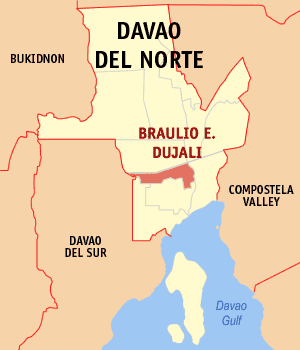
Bản đồ của Davao del Norte với vị trí của Braulio E. Dujali

Braulio E. Dujali là một đô thị ở tỉnh Davao del Norte, Philippines. Theo điều tra dân số năm 2000, đô thị này có dân số 18.050 người trong 3.397 hộ.

## Các đơn vị hành chính
Braulio E. Dujali được chia thành 5 barangay:
- Cabay-Angan
- Dujali
- Magupising
- New Casay
- Tanglaw